# Jütök

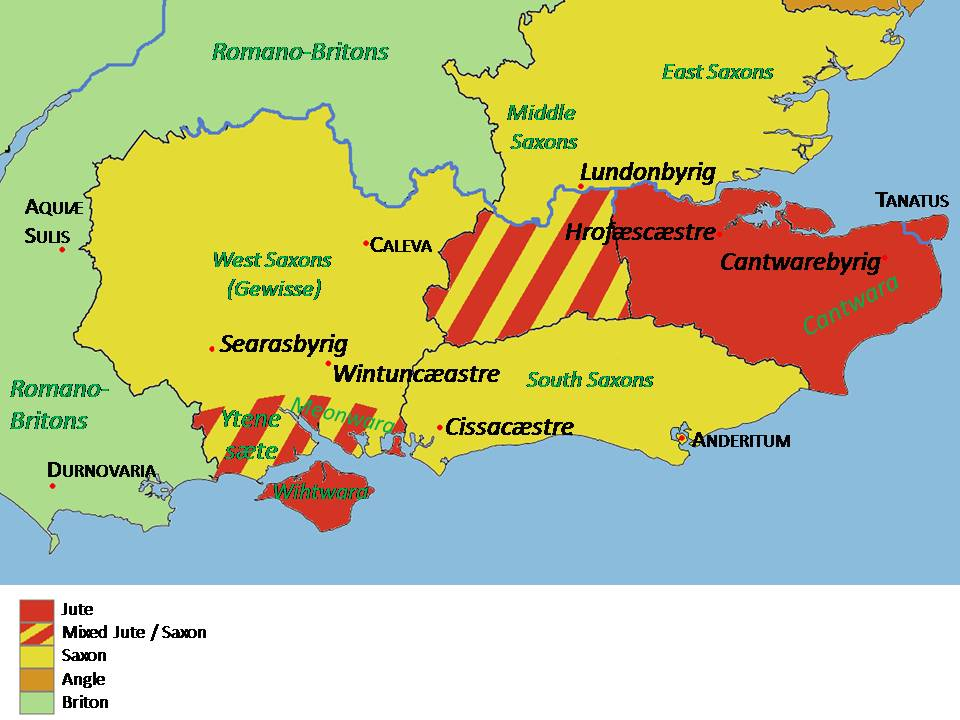
Délkelet-Britannia térképe 575 körül: a jütök letelepedési helyei Bede szerint

A jütök északi germán népét óészaki nyelven jotar-nak, óangolul Yte-nek illetve Eotas-nak, a rómaiak Eutii-nek, illetve Euthiones-nek nevezték. Az időszámítás kezdete körül Jylland félszigetén éltek, amely róluk kapta a nevét. 
A jütök az anglikkal és a szászokkal együtt az 5. században meghódították Britannia keleti-délkeleti területeit, miután már a 3. században is többször megtámadták a szigeteket. Az angol történetíró szerzetes, Szent Béda szerint Kentben, Hampshire-ben és a Wight-szigeten telepedtek le. Béda állítását régészeti leletek is bizonyítják. Később beolvadtak az angol népbe, a Jyllandon maradtak pedig a dánokba.
Nyelvükről nem sok adat maradt fenn. Kevéssé tartják valószínűnek, hogy a jütök skandináv nyelvűek lettek volna. A Kentben letelepedett jütök az angolszászokba olvadtak be idővel. A ókenti nyelvjárásban olyan elemeket véltek felfedezni, amelyek leginkább az ófríz és más nyugati-germán nyelvekre emlékeztettek. Habár csak feltételezés, hogy ezek az elemeket a jütök nyelvéből származnak, ám ebben az esetben jütök talán egy frízhez közel álló nyelvet beszéltek.